# Närståendepenning
Närståendepenning är en ersättning som Försäkringskassan kan ge till en närstående som avstår från förvärvsarbete för att vårda någon som är svårt sjuk. Den närstående kan vara en anhörig eller annan person som står den sjuke nära. Vården ska ske i Sverige och den sjuke ska ha gett sitt samtycke till den. Flera närstående kan turas om i vården och få ersättning för olika dagar eller olika delar av en dag. Två eller flera personer kan dock inte samtidigt vara vårdare med närståendepenning. Den som får närståendepenning har rätt att under den vårdande tiden vara ledig från sin anställning.

## Historik
Rätten till närståendepenning infördes år 1988 och gällde då i normalfallet för högst 60 dagar. Antalet dagar i normalfallet har sedan dess ökats till högst 100.

## Syftet
Syftet är att göra det möjligt för den sjuke och den närstående att vara tillsammans vid en allvarlig sjukdom. För den närstående är det viktigt att kunna vara nära den sjuke och ge det stöd och den tillsyn som den sjuke behöver. För den sjuke är det en viktig trygghetsfråga.

## Antal dagar
Antalet dagar är i normalfallet högst 100. Är den sjuke HIV-infekterad kan antalet dagar vara högst 240. Detta gäller i två fall:
1. För person som infekterats genom smitta av blod eller blodprodukter inom den svenska hälso- och sjukvården.
2. För person som är eller varit make eller sambo till en person enligt 1 och infekterats av denne, dock under förutsättning att smittan ägt rum innan den först smittade fick reda på sin infektion.

## Storlek
Ersättningen är lika med den närståendes sjukpenning på normalnivå. Denna är för hel dag 80 procent av 97 procent av den närståendes sjukpenninggrundande inkomst (i princip inkomsten av förvärvsarbete).